# Kanton Arras-Sud
Kanton Arras-Sud (francouzsky Canton d'Arras-Sud) byl francouzský kanton v departementu Pas-de-Calais v regionu Nord-Pas-de-Calais. Tvořilo ho devět obcí. Zrušen byl po reformě kantonů 2014.

## Obce kantonu
- Achicourt
- Agny
- Arras (jižní část)
- Beaurains
- Fampoux
- Feuchy
- Neuville-Vitasse
- Tilloy-lès-Mofflaines
- Wailly